# Агилар, Пауль
Па́уль Никола́с Агила́р Ро́хас (исп. Paul Nicolás Aguilar; род. 6 марта 1986, Конкордия) — мексиканский футболист, игравший на позиции защитника. Выступал за сборную Мексики.

## Карьера

### Клубная
В детстве Пауль отдавал предпочтение бейсболу. Футболом он увлёкся с 12 лет. В 16 оказался в детской школе «Пачуки». В 2005 году с этим же клубом он подписал свой первый профессиональный контракт, а 6 августа 2006 года дебютировал в основной команде в матче с «Крус Асуль».
В составе «Пачуки» становился чемпионом Мексики в 2007 году и трижды (в 2007, 2008, 2009 годах) выигрывал Южноамериканский кубок.
В 2011 году Агилар перешёл в «Америку». В 2013 году выиграл с командой чемпионат Мексики.

### Международная
Первый матч в составе сборной Мексики провёл 30 сентября 2009 года, сыграв в матче с командой Колумбии и в этой же игре открыл счёт своим голам за национальную сборную.
В 2010 году тренер мексиканцев Хавьер Агирре включил Агилара в заявку на чемпионат мира. Пауль провёл на мундиале одну игру, сыграв в матче открытия с командой ЮАР.
Агилар участвовал и в следующем чемпионате мира. В Бразилии он сыграл во всех четырёх матчах своей команды.

## Достижения
«Пачука»
- Чемпион Мексики: 2007
- Победитель Лиги чемпионов КОНКАКАФ: 2007, 2008, 2010
- Победитель Южноамериканского кубка: 2006

«Америка»
- Чемпион Мексики: 2013